# Alberto Vigizzi
Alberto Vigizzi (* 20. Dezember 1873 in Solduno (heute in Gemeinde Locarno); † 27. Juni 1927 ebenda) war ein Schweizer Rechtsanwalt, Notar, Politiker der FDP.Die Liberalen, Gemeindepräsident, Tessiner Grossrat und Nationalrat.

## Leben
Alberto Vigizzi war Sohn des Kaufmanns Pietro und dessen Ehefrau Rosa geborene Galli. Er heiratete 1899 Ersilia Carozzi, Tochter des Agostino, Kaufmanns aus Mailand. Nach dem Gymnasium in Locarno und der Matura im Lyzeum von Lugano studierte er Rechtswissenschaften an den Universitäten Lausanne und Heidelberg, wo er 1895 promovierte. Er war Rechtsanwalt und Notar in Locarno, Sekretär des kantonalen Justiz- und Polizeidepartements und ab 1904 Präsident des Bezirksgerichts Locarno. Als Politiker war er ein Führender Vertreter der radikalen liberalen Partei, deren Vorsitzender er mehrere Jahre lang war.
Er war Gemeindepräsident von Solduno ab 1898, dann Abgeordneter im Tessiner Grossrat von 1901 bis 1904, von 1907 bis 1923 und 1927, (Präsident 1908, 1911, 1914 und 1918). Er gehörte 1921 dem kantonalen Verfassungsrat an und war von 1921 bis 1927 Nationalrat. Als Journalist schrieb er für das Parteiorgan Il Dovere und gründete 1913 die Zeitung Il cittadino.